# Хили, Фрэнсис
Фрэнсис «Фрэн» Хили (англ. Francis "Fran" Healy; родился 23 июля 1973 года) — британский музыкант, солист и автор большинства песен группы Travis.
В октябре 2010 выпустил свой дебютный сольный альбом под названием Wreckorder.

## Юность
Родился в английском городе Стаффорде, однако вырос в Глазго — родном городе его родителей. Его мать вернулась в Шотландию после развода с мужем, который был жесток с ней, из-за чего Фрэнсис не контактирует с отцом. Воспитывался бабушкой и матерью. Учился в средней школе Холируда в Глазго. В юности занимался спортом: получил чёрный пояс по сётокан каратедо и был членом легкоатлетического клуба Глазго Bellahouston Harriers.
Ещё учась в начальной школе, был награждён книгой стихов Роберта Бёрнса и сертификатом «За выдающиеся способности в пении» после исполнения на школьном конкурсе старой шотландской песни Westering Home. Однако Хили не проявлял никакого интереса к пению до подросткового возраста. Желание писать песни стало формироваться в 1986 году, после того, как он получил свою первую гитару и увидел Роя Орбисона, исполняющего свой хит Pretty Woman на вечернем телевизионном шоу. В первой написанной им песне высмеивал директора школы. Исполнил её на школьном конкурсе талантов, но не впечатлил судей. Начиная с 5-го класса, играл в нескольких школьных группах.

## Музыкальная карьера
У Хили нет формального музыкального образования. При написании песен он вдохновлялся творчеством Пола Маккартни, Элтона Джона, Ноэла Галлахера, Джони Митчелл и Нэша Грэма.

### Travis
В 1991 году по приглашению барабанщика Нила Примроуза присоединился к группе Glass Onion из Глазго. Вскоре группа сменила название на Travis. По мере того, как группа становилась всё более популярной, Хили стал главным автором её песен и самым узнаваемым её участником.
Travis выпустили девять студийных альбомов, начиная с Good Feeling в 1997 году, и дважды были удостоены награды «Британский альбом года» на ежегодной премии BRIT Awards. Считается, что они проложили путь для таких пост-брит-поп групп, как Coldplay и Keane.

### Другие проекты
В 2000 году записал партии фортепиано для сингла Do What You Do (Earworm Song) группы The Clint Boon Experience.
В 2010 году выпустил сольный альбом Wreckorder, в записи которого участвовали Пол Маккартни и Нико Кейс.
В 2012 году стал соавтором песни Here With Me из альбома Battle Born группы The Killers.
В 2015 году Хили пригласили присоединиться к BNQT, супергруппе, созданной Эриком Пулидо из Midlake. Помимо Хили и Пулидо, в группу также входили Алекс Капранос из Franz Ferdinand, Бен Бридвелл из Band of Horses и Джейсон Лайтл из Grandaddy, а также музыканты Midlake Джесси Чендлер, Джои Макклеллан и Маккензи Смит. BNQT выпустили свой дебютный альбом Volume 1 28 апреля 2017 года, Хили написал для него две песни.

### Влияние
Фронтмен группы Coldplay Крис Мартин однажды назвал себя «Фрэном Хили для бедных», отдавая должное его поэтическому таланту.

## Активизм
Участвует в движении Make Poverty History и вместе со своей группой выступал на концертах Live 8 в Лондоне и Эдинбурге.
В составе Band Aid 20 участвовал в перезаписи песни Do They Know It's Christmas?
Совершил две поездки в Судан с организацией Save the Children, для которой запустил масштабную глобальную кампанию для помощи десяти миллионам детей.
Принимал участие и выступал на нескольких антивоенных демонстрациях против войны в Ираке.

## Личная жизнь
С 2000 года состоял в отношениях с американским фотографом Норой Крист. 10 марта 2006 года у пары родился сын Клей. В 2008 году Нора и Фрэнсис поженились. В 2019 году она развелись, но не объявляли об этом до 2024 года. 